# Tarphius barbarae
Tarphius barbarae is een keversoort uit de familie somberkevers (Zopheridae). De wetenschappelijke naam van de soort werd in 1991 gepubliceerd door Gillerfors.